# Sarma (boeddhisme)
Met het woord Sarma wordt de groep scholen of tradities in het Tibetaans boeddhisme aangeduid die hun gedachtegoed baseren op teksten, die tijdens de periode van de tweede verspreiding van het boeddhisme in Tibet  vanuit het Sanskriet in het Tibetaans vertaald werden. Dit is de periode van -globaal- 1000-1250.
Tot deze groep scholen of tradities behoort de gelug, de jonang, de sakya en de kagyü. De nyingma-traditie behoort als enige van de hedendaagse scholen niet tot de groep die aangeduid kan worden met Sarma. De nyingma's  baseren hun literaire en culturele erfenis alsmede hun doctrines op de instructies die naar hun opvatting al tijdens de periode van het Tibetaanse rijk van de 8e en begin 9e eeuw in Tibet geïntroduceerd werden.

## Historische context
Het boeddhisme had begin 8e eeuw enige vaste voet in Tibet verkregen. In de loop van die 8e eeuw kozen de vorsten van het Tibetaanse rijk voor het uit India afkomstige boeddhisme als de leidende religieuze en intellectuele beweging van het land. De vorsten financierden de stichting van kloosters en vertalingen vanuit het Sanskriet.
In de periode na de val van het rijk in het midden van de 9e eeuw verdween vrijwel iedere vorm van georganiseerd en monastiek boeddhisme in Centraal-Tibet. Er waren geen economische en financiële middelen meer aanwezig om kloosterleven of kostbare vertaalprojecten te financieren.
Dat betekende niet dat iedere vorm van wat toen voor boeddhisme in Tibet gehouden werd verdwenen was. Er was een lekentraditie van ngagpas aanwezig. Deze traditie werd in leven gehouden door tantrische meesters, zonder formele opleiding, wier kennis in clanverband van vader op zoon werd doorgegeven. Hun uitgangspunt was, dat die kennis gebaseerd was op de in de 8e en eerste helft 9 e eeuw vertaalde tantrische literatuur. Hier liggen dan ook de wortels van wat later de nyingma-traditie zou worden.
Een tweede introductie van het boeddhisme uit India begint aan het eind van de 10e eeuw. Dat is een periode waarin het verval van het boeddhisme in India zelf al is begonnen. Tijdens die tweede introductie is Tibet in staat geweest om de invloed te ondergaan van de laatste grote leraren uit het Indiase boeddhisme, zoals Atisha (980-1052) en Tilopa (988-1069).
Tegelijkertijd begint een herleving van het kloosterleven en de monastieke traditie. In veel delen van het land werd dat bevorderd door lokale adellijke clans, die op regionaal niveau hun macht hadden gevestigd na de val van het rijk in de 9e eeuw. Een belangrijk deel van de adel in historisch Tibet was ook geïnteresseerd in de nieuwe ontwikkeling van het boeddhisme in Tibet, omdat de nieuwe boeddhistische instituties de mogelijkheden hadden waarden en normen uit te dragen die nobel of adellijk werden geacht.
Er waren echter daarnaast ook clans die patronage bleven bieden aan de oude lijn van de lekentraditie van tantrische meesters.
In het spraakgebruik werd de eerste groep clans aangeduid met Sarmapa, de Nieuwen, dan wel Volgelingen, aanhangers van het Nieuwe; de tweede groep clans met Nyingmapa, de Ouden, dan wel de Volgelingen, aanhangers van het Oude.
De literatuur die gebaseerd zou zijn op de eerste verspreiding van het boeddhisme in de 8e en 9e eeuw, wordt in het Tibetaans snga-'gyur genoemd (in de meeste Europese talen geschreven als Ngagyur); de literatuur gebaseerd op de tweede verspreiding wordt gsar-'gyur genoemd.

## Tegenstellingensnga-'gyurengsar-'gyur
Zeker al vanaf de 12e eeuw tot op de dag van heden confronteren de scholen die tot de groep van de Sarma behoren de nyingma-traditie met de stelling, dat - in ieder geval een aanzienlijk deel van - de nyingma-teksten uit de 8e en 9e eeuw niet authentiek zijn. Daarmee wordt bedoeld dat die teksten hun oorsprong niet in India hebben. De implicatie daarvan is, dat die teksten in de 8e en 9e eeuw in Tibet zelf zouden moeten zijn ontstaan. Het resultaat is, dat er nauwelijks teksten van de nyingma opgenomen zijn in de kangyur, de canon van het Tibetaans boeddhisme.
De kwestie van authenticiteit van de teksten lag en ligt voor de nyingma zeer gevoelig. De Indiase wortels van het Tibetaans boeddhisme zijn cruciaal voor de geloofwaardigheid van iedere traditie. De nyingma hebben zich dan ook altijd fel verzet tegen deze beschuldiging. De totstandkoming van de nyingma als een apart te onderscheiden traditie is voor een belangrijk deel toe te schrijven aan dit verzet.
De nyingma hebben ook een eigen verzameling van canonieke teksten bijeengebracht, de ‘’Nyingma Gyübum’’. De min of meer definitieve ordening van die verzameling vond plaats in de 15e eeuw.